# Jules-Marie Laure Maugüé
Jules-Marie Laure Maugüé   (Nancy, 19 de setembre de 1869 - París, 29 d'agost de 1953) fou un violinista, compositor i teòric francès.

## Biografia
Fill de Dominique Maugé (1841-1924) i Françoise Chardard (1838-1931), Jules-Marie Laure Maugé va estudiar música, escriptura musical, piano i violí al Conservatori de Nancy. Va ser admès per primera vegada al curs Harmony amb felicitacions al Conservatori Nacional de Música i Dansa de París el 1890, on va prendre les classes d'escriptura i composició de Théodore Dubois i Charles-Marie Widor, i després el curs d'història de la música d'Albert Lavignac. Va guanyar el concurs de composició per a la ciutat de Nancy, organitzat per Guy Ropartz i presidit per Gabriel Fauré el 1897, amb la seva coneguda primera pàgina orquestral, Attic Mélopée. Es va estrenar el 13 de febrer de 1898 al "Victor Poirel Hall de Nancy" sota la direcció de Ropartz.
Maugé es va casar amb Charlotte Esther Emilie Blin (1877-1949) el 19 de març de 1901. Charlotte Blin era una brillant estudiant de la famosa cantant Gabrielle Krauss. D'aquesta unió van néixer dos fills: Jacques (nascut el 1902) i el filòsof Jean Maugé (1904-1990).
Entre 1902 i 1905, Jules-Marie Laure Maugé va ser director de l'Escola de Música Cambrai, que es va transformar en el Conservatori Nacional. No obstant això, va ser com a violinista amb lOrquestra de Lamoureux i violinista addicional unit a l'Òpera de París que va exercir almenys fins a la Segona Guerra Mundial.

## L'obra musical
Tot i que la seva notorietat li va valer una comissió estatal el 4 de gener de 1943 pel seu poema simfònic Pan, roman principalment en la memòria de les peces de competició que va compondre per al Conservatori Nacional de Música de París.
La seva variada i abundant obra toca tots els gèneres musicals: deu poemes simfònics sobre llegendes que ell mateix escriu, dotze peces de concert i diverses obres simfòniques, melodies, dues pàgines coreografies i un acte dramàtic, The Sphinx sobre un llibret de Fernand Mysor. Per al seu amic de tota la vida, George Chepfer, va arranjar i harmonitzar una vintena de cançons populars de Lorena, algunes de les quals estaven familiaritzades amb l'edició. Encara escriu alguns textos teòrics que s'han mantingut inèdits.

L'estil musical de Jules-Marie Laure és molt personal, però tampoc amaga el seu profund coneixement de la música de César Franck, Claude Debussy, Emmanuel Chabrier, Paul Dukas, així com el de l'Escola Russa Contemporània. La música de Maugé es toca regularment en els concerts de la "Lamoureux Concert Society", els "Concerts Walther Straram" i els "Concerts de Colonne". El seu "Quartet de corda" és particularment elogiat per fer 
| « | <"el major honor a l'escola francesa moderna, tant per la solidesa del seu projecte de llei com per la claredat i el poder de la seva inspiració."> | » |

 Si la música de Maugé, particularment apreciada pels seus amics Maurice Ravel, Florent Schmitt i Louis Thirion, així com pels directors Camille Chevillard i Paul Paray, segueix sent poc coneguda, no és només perquè segueix sent majoritàriament inèdita, sinó també probablement per la personalitat tímida i oblit del músic: per Florent Schmitt i el seu fill Jean Maugé; Jules-Marie Laure Maugé va ser víctima de la seva "discreció gairebé exagerada" i del seu caràcter "somiador i solitari".

## Distincions
- Premi de Composició de la Ciutat de Nancy (1897)
- Premi biennal de la Fundació Alphonse de Rothschild per tota la seva obra(agost de 1916))
- Premi Tremont del'Institut per la seva tasca simfònica[6] (Maig de 1934)
- Premi Institute Chartier de Música de Cambra[7] (Maig de 1938)

## Obres
- Raoul Charbonnel, Dansa, Com ballem, com ballem. Tècnica, dela Sra. Berthe Bernay, professora de l'Òpera. Notació musical, de Francis Casadesus i Jules Maugué. Il·lustracions del Sr. Valvérane. París, germans Garnier, editors, [1899].
- Cançons populars antigues recollides a Lorena pel Sr George Chepfer, harmonitzades per Mr. J.-M.-L. Senyor Maugé. Cantada per la Sra. C. Mellot-Joubert i el Sr. George Chepfer. Antologia general de cançons de França. París, A. Rouart-Lerolle i Co., [1908].
- Noves cançons de la Vella Lorena. Saynet de George Chepfer es va barrejar amb les cançons de l'autor, ambientades en música de J.M. L. Maugé. Il·lustracions de Pierre Bean. Nancy, Royer Printing, [1942].
- Cinc melodies sobre poemes de Fernand Mysor: Cantilena del cor dolent; Havanera trist; Lento; Pastourelle llibertí; No sé per què. París, G. Siéver, [1913]. Allègre, Quaresma i Scherzo, per a viola principal i orquestra. Reducció per viola i piano, per l'autor. París, Brussel·les, Henry Lemoine i Co., 1927.
- Bucòlic, per a clarinet B pla i piano. Conservatori Nacional de Música de París, peça de competició (1929) [recte 1930]. París, Lucien de Lacour, editor, 1929 [sic].
- Cantilena i dansa, per a viola i piano. París, Henry Lemoine et Co., 1928.
- Entreteniment rural, per a fagot i piano. Conservatori Nacional de Música de París, peça de competició (1949). París, Lucien de Lacour, 1949.
- Motius liats i heroics, per a trompeta en Do i piano. Conservatori Nacional de Música de París, peça de competició (1929). París, Lucien de Lacour, editor, 1929. Motius forestals, per a la cortique cromàtica a Fa♮ i piano. Conservatori Nacional de Música de París. Peça del concurs (1944). París, Lucien de Lacour, editors, 1944.
- Pastoral, per a oboè i piano. Conservatori Nacional de Música de París. Peça del concurs (1933). París, Lucien de Lacour, editors, 1933.
- Reflexions. Sis peces per al piano. París, C. França, [1901-1902].
- Hiporchèmes. Suite orquestra. París, Evette i Schaeffer, editors, 1922.

Escrits teòrics publicats
- "Música sota la influència d'entorns i temps", El missatger de l'orquestra, 1r Any, n 2, 1 de febrer de 1902, pp. 3-4.
- "Revisió del disseny musical i els processos específics de les tres grans escoles modernes, d'Alemanya, Rússia i França," Le Courrier de l'orchestre, 1r any, n ª 3, 1 de març de 1902, p. 2; 1r any, 4 d'abril de 1902,pàg. 1r any, 6 de juny de 1902, p. 1.
- "Crepuscle dels Déus", The Orchestra Courier, 1r Any, No. 7, 1 de juliol de 1902, pp. 4-5.

## Enregistraments
- Pastoral per a oboè i piano, de Kurt Meier (oboè) i Karl-Andreas Kolly (piano), en Obres per a oboè i piano, s.l., Pan classics, 1996 (B00004VJVA).
- Motiu lied i heroic, de Kristian Steenstrup (trompeta) i Eriko Takezawa (piano), a Capriccio, s.l., CdKlassisk, 2013 (B00BO2W6LY).
- Country Entertainment de Ryan Romine (fagot) i Sangmi Lim (piano) a Premiere, Lansing MI, Blue Griffin Recording Inc., 2013 (B00BRLX27Y).
- Quintet per a piano [arxiu]